# بطولة العالم للشطرنج الخاطف

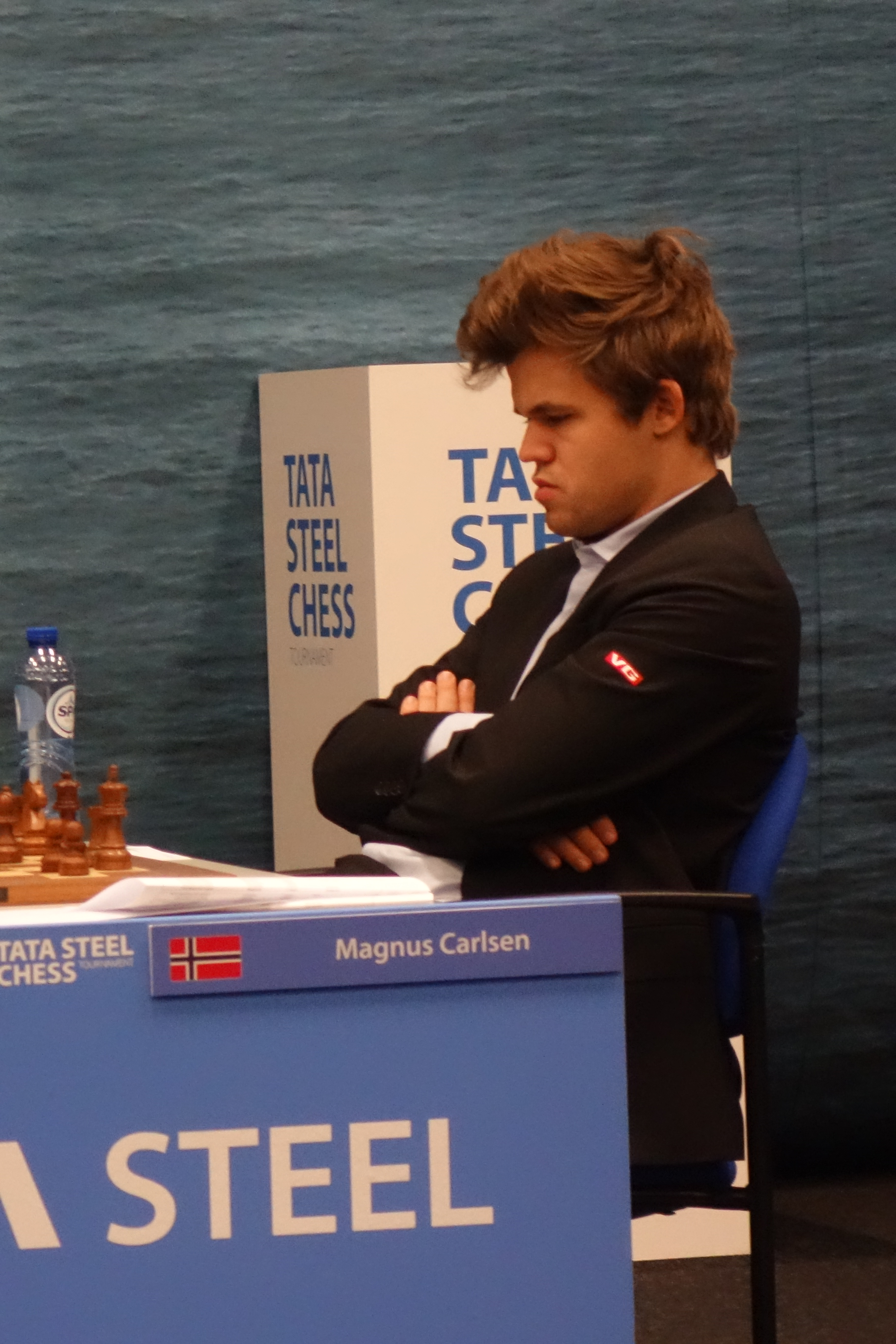
بطل العالم الحالي في الشطرنج الخاطف، النرويجي ماغنوس كارلسن.

بطولة العالم للشطرنج الخاطف هي بطولة شطرنج تنظم لتحديد بطل العالم في الشطرنج الذي يلعب تحت ضوابط الوقت الخاطف. منذ 2012، أصبح الاتحاد الدولي للشطرنج يقيم بطولة عالمية مشتركة للشطرنج السريع والخاطف تحت اسم بطولتي العالم للشطرنج السريع والخاطف. حاليا بطل العالم هو النرويجي ماغنوس كارلسون، ولدى فئة النساء الأوكرانية كاترينا لاغنو.

## ضوابط الوقت
منذ بداية 1900، بدات نوادي الشطرنج بتنظيم بطولات تُلعب تحت ضوابط وقت مسرّعة، هذه الألعاب الأولى كانت تتطلب عادة عددا معينا من النقلات من كل لاعب خلال مجال زمني محدد. أحد أقدم الأمثلة كان نادي الشطرنج المحلي في هيستينغز بإنجلترا حيث كان يُسمح بـ10 ثوانٍ لكل نقلة في بطولة أقيمت بعد بطولة الشطرنج البريطانية 1904. تغيرت ضوابط الوقت لتصبح حاليا 5 دقائق لكل لاعب، ومنه جاء اللقب «مباراة الخمس دقائق»، مصطلح «الشطرنج الخاطف» الأجنبي (blitz chess) لم تتم صياغته حتى العقد 1960.

## بطولات العالم في الشطرنج الخاطف (منذ 2012)

### المفتوحة
| العام | المدينة المستضيفة | البطل                 | الوصيف                    | المركز الثالث          |
| ----- | ----------------- | --------------------- | ------------------------- | ---------------------- |
| 2012  | أستانا            | أليكساندر غريشك (RUS) | ماغنوس كارلسن (NOR)       | سيرغي كارياكن (RUS)    |
| 2013  | خانتي-مانسييسك    | لي كوانغ ليم (VIE)    | أليكساندر غريشك (RUS)     | رسلان بونوماريوف (UKR) |
| 2014  | دبي               | ماغنوس كارلسن (NOR)   | إيان نيبومنياتشي (RUS)    | هيكارو ناكامورا (USA)  |
| 2015  | برلين             | أليكساندر غريشك (RUS) | ماكسيم فاشيي-لاغراف (FRA) | فلاديمير كرامنيك (RUS) |
| 2016  | الدوحة            | سيرغي كارياكن (RUS)   | ماغنوس كارلسن (NOR)       | دانييل دوبوف (RUS)     |
| 2017  | الرياض            | ماغنوس كارلسن (NOR)   | سيرغي كارياكن (RUS)       | فيشفاناثان أناند (IND) |
| 2018  | سانت بطرسبرغ      | ماغنوس كارلسن (NOR)   | يان كشيشتوف دودا (POL)    | هيكارو ناكامورا (USA)  |
| 2019  | موسكو             | ماغنوس كارلسن (NOR)   | هيكارو ناكامورا (USA)     | فلاديمير كرامنيك (RUS) |

### النساء
| العام | المدينة المستضيفة | البطلة                | الوصيفة                       | المركز الثالث            |
| ----- | ----------------- | --------------------- | ----------------------------- | ------------------------ |
| 2012  | باطوم             | فالنتينا غونينا (RUS) | ناتاليا زوكافا (UKR)          | آنا موزيتشوك (SVN)       |
| 2013  | لم تُقَمْ            | لم تُقَمْ                | لم تُقَمْ                        | لم تُقَمْ                   |
| 2014  | خانتي-مانسييسك    | آنا موزيتشوك (UKR)    | نانا دزاغنيدزه (GEO)          | تاتيانا كوسينتسيفا (RUS) |
| 2015  | لم تُقم            | لم تُقم                | لم تُقم                        | لم تُقم                   |
| 2016  | الدوحة            | آنا موزيتشوك (UKR)    | فالنتينا غونينا (RUS)         | كاترينا لاغنو (RUS)      |
| 2017  | الرياض            | نانا دزاغنيدزه (GEO)  | فالنتينا غونينا (RUS)         | جو وينجون (CHN)          |
| 2018  | سانت بطرسبرغ      | كاترينا لاغنو (RUS)   | سارا سادات خادم‌ الشریعة (IRN) | لي تينجي (CHN)           |
| 2019  | موسكو             | كاترينا لاغنو (RUS)   | آنا موزيتشوك (UKR)            | تان زونغيي (CHN)         |